# Slawutytsch (Schiff)
Die Slawutytsch (ukrainisch Славутич, Kennung: U510) ist ein Kommando- und Aufklärungsschiff (Bambuk-Klasse) der ukrainischen Marine, welches 2014 durch die russische Marine gekapert und seitdem (Stand 2018) aufgelegt ist.
Benannt ist die Slawutytsch nach der erst in den 1980er Jahren gegründeten ukrainischen Kleinstadt Slawutytsch. Ihr Heimathafen war, bis zur Annexion der Krim durch Russland, die ukrainische Marinebasis in Sewastopol am Schwarzen Meer.

## Technik
Das Schiff hat verschiedene Einrichtungen zur elektronischen Aufklärung an Bord. Äußerlich sichtbar sind Antennen für Grenz- und Kurzwellen-Kommunikation.

## Reichweite
Die Reichweite des Kommandoschiffs beträgt bei einer Geschwindigkeit von 30 kn 1700 Kilometer (900 sm) und bei 14 kn 6500 Kilometer (3500 sm).

## Geschichte

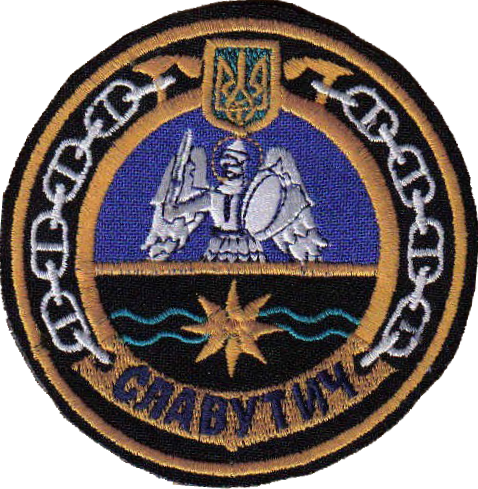

Bei der Annexion der Krim durch Russland 2014 wurde das Schiff von russischen Marineinfanteristen umstellt. Die ukrainische Marine meldete, dass bewaffnete Kräfte in einem Boot versucht hätten, das strategisch wichtige Schiff zu entern; die Angreifer konnten aber abgewehrt werden. Über einen Waffeneinsatz meldete die Marine nichts. Am Abend des 22. März wurde die Slawutytsch, nach Tagen der Belagerung, unter die Kontrolle von prorussischen Milizen und russischen Spezialkräften gebracht. Auch im Jahr 2018 stand das Schiff unter Kontrolle der Russischen Föderation. Eine Rückgabe an die ukrainische Marine soll nur erfolgen, wenn der Krieg in der Ostukraine beigelegt worden ist.